# Andrew Lynch
Andrew Lynch (rovněž známý jako nav/attack) je americký zpěvák, hudebník hrající na syntezátory a hudební producent. Narodil se na Aljašce, kde také vyrůstal. Později se usadil v Los Angeles. Během své kariéry spolupracoval s mnoha hudebníky, mezi které patří například zpěvačka Sia Furler, hudebník Harper Simon či punková skupina OFF!. Rovněž spolupracoval jako zvukový inženýr s velšským hudebníkem Johnem Calem na nově nahrané verzi písně „Big White Cloud“ pro soundtrack k filmu Sejmi eso. V roce 2010 vydal sólové album Sun Incisions.